# 陳佩思
陳佩思（Pancy Chan，1984年4月17日—）是香港女演员，于無線電視第18期藝員訓練班毕业，做了7年多兒童節目《至Net小人類》及《放學ICU》，期後到了香港電視HKTV，作品有警界線、悪毒老人同盟等等，為人鬼馬、愛笑、古靈精怪，懂得搞氣氛，現任除了演员，模特兒，配音員，主持及全職司儀外，還是市場推廣及策劃總監（Marketing Director）。 

## 演出作品

### 節目主持

#### 無綫電視
- 2000年至2004年：至Net小人類
- 2005年至2010年：放學ICU
- 2008年至2012年：問問Master Joe
- 2009年：星級廚房 (嘉賓主持)

#### 亞洲電視數碼媒體
- 2017年至2019年：A1娛頭

#### 其他
- 2011年至2012年：Road Show路訊通<香港美食>主持
- 2013年：可圈可點網上"娛樂無窮"主持
- 2014年：飯桌俏嬌娃主持（的士電視屏幕）

### 電視劇(無線電視)

#### 2002年
- 律政新人王 飾 梁小姐
- 金牌冰人 飾 青樓女子
- 皆大歡喜 飾 宮女、路人

#### 2003年
- 衛斯理 飾 歌迷
- 皆大歡喜 飾 售貨員
- 金牌冰人 飾 燕
- 美麗在望 飾 天氣報導員 (第6集)
- 西關大少 飾 壽宴賓客 (第1-2集)

#### 2006年
- 謎情家族 飾 軍裝警員
- 肥田囍事 飾 侍應（第19集）

#### 2007年
- 鐵咀銀牙 飾 何仙姑/少年段天虎之妻
- 同事三分親 飾 店員（第26集）、OL（第105集）

#### 2008年
- 金石良緣 飾 售貨員（第1集）
- 原來愛上賊 飾 利星銀行員工
- 尖子攻略 飾 補習社員工
- 老婆大人II 飾 李太
- 珠光寶氣 飾 接待員
- 法证先锋II 飾 朱文靜

#### 2009年
- 大冬瓜 飾 小仙
- 老婆大人II 飾 李太太「愛迪生幼稚園」學生家長
- 畢打自己人 飾 金波職員（第220集）
- 有營煮婦 飾 售貨員 (第27集)

#### 2010年
- 飛女正傳 飾 Flora
- 女王辦公室 飾 客人
- 談情說案 飾 Heidi
- 女人最痛 飾 化妝師
- 天天天晴 飾 書店售貨員
- 讀心神探 飾 葵思霞

#### 2011年
- 仁心解碼 飾 護士（第18集）
- Only You 只有您 飾 霍太
- 女拳 飾 壯年鴻妻
- 誰家灶頭無煙火 飾 Wendy（第26集）、凱大姐（第141集）
- 怒火街頭 飾 老師（第5集）
- 花花世界花家姐 飾 母親（第18集）
- 真相 飾 Emily友（第15集）
- 不速之約 飾 店員（第17集）
- 法證先鋒III 飾 Miss Chan

#### 2012年
- 天與地 飾 護士（第30集）
- 4 In Love 飾 Jessica（第5集）
- 拳王 飾 阮美美
- 耀舞長安 飾 監舞上師
- 心戰 飾 主持（第10集）
- 回到三國 飾 CID（第1集）

#### 2014年
- 叛逃 飾 Bonnie

### 電視劇(香港電視)

#### 2014年
- 選戰 飾 主持人
- 來生不做香港人 飾 蓮

#### 2015年
- 童話戀曲201314 飾 李美娟
- 導火新聞線 飾 催眠治療師
- 大眾情性 飾 Sharon
- 驚異世紀 飾 記者
- 歲月樓情 飾 陳太
- 末日+5 飾 方慧兒
- 惡毒老人同盟 飾 徐穎兒
- 夜班 飾 神婆
- 開腦儆探 飾 護士（單元三）
- 三面形醫 飾 張綺晴

### 電視劇(ViuTV)

#### 2017年
- 詭探 飾 Diana Ng(女教主)

#### 2024年
- 打天下2 飾 Mancy

#### 2025年
- 三命 飾 林寶燕（中年）

### 電影/短片
- 2008年 :  PUSH (荷里活電影)
- 2008年 :  CONTAGION (荷里活電影)
- 2008年：親密 飾 鄭伊健太太Yvonne
- 2011年：澳門Galaxyhotel行政短片飾吳君如好友Candy
- 2011年：電影"桃姐"飾元秋女兒
- 2012年：城市大學電影系畢業獨立電影"狂狷之間"
- 2012年：電影"男人如衣服"飾鄭中基同事
- 2013年：香港電台《非常平等任務》飾演大肚婆Ann
- 2014年與藝人錢小豪參與威尼斯建築雙年展短片"安居"
- 2016年：三人行 飾 護士
- 2016年 : 兇手還未睡
- 2017年 : 失眠
- 2017年 : 常在你左右
- 2017年 : 命運老虎機 (未上映)
- 2017年 : 追夢男女 (未上映)
- 2019年：掃毒2天地對決
- 2019年：Baby復仇記（拍攝中）
- 2023年：命案
- 2025年：曾經擁有
- 2025年：哈哈哈新年喜戲

### 音樂作品(兒歌)
- 2008 一於繼續笑(放學ICU主持合唱)

### MV演出
- 2007 水果大聯盟 主唱: 裕美
- 2008 好友魔法 主唱: 吳彤、司徒瑞祈
- 2008 有我亦有你 「卡通片我們這一家主題曲」主唱: 商天娥 (與蓋世寶、何嘉裕、蕭徽勇、劉雋賢、郭爾妮和陳靖琳演出)
- 2010 越過高山越過谷 主唱: 黃宗澤

### 廣告
- 2004 四海四洲魚蛋
- 2006 海港城 LCX
- 2010 一斤果醋台灣之旅廣告雜誌
- 2011 京都念慈菴蜜煉川貝枇杷膏
- 2013 麗星郵輪雙魚星號宣傳片
- 2013 香港政府MPF廣告宣傳片
- 2013 醉榴香榴槤+月餅

### 其他獎項
- 2008兒歌金曲頒獎禮第九首十大兒歌金曲-一於繼續笑 主唱：放學ICU主持

### 活動
- 2008年8月5日 《TVB兒歌金曲頒獎禮拉票大行動》

## 外部連結
- 陳佩思的新浪微博
- 陳佩思的Facebook專頁
- 陳佩思的Instagram帳戶
- 陳佩思改名炎茜癲出位（太陽報） （页面存档备份，存于）
- 陳佩思改名「炎茜」專攻丑角（東方日報） （页面存档备份，存于）